# Microcarbo
Microcarbo é um género de aves da família Phalacrocoracidae.

## Lista de espécies
O género Microcarbo compreende actualmente 5 espécies:
- Corvo-marinho-pigmeu, Microcarbo pygmaeus
- Corvo-marinho-africano, Microcarbo africanus
- Corvo-marinho-coroado, Microcarbo coronatus
- Corvo-marinho-javanês, Microcarbo niger
- Corvo-marinho-de-bico-curto, Microcarbo melanoleucos